# Hukeri
Hukeri là một thị xã panchayat của huyện Belgaum thuộc bang Karnataka, Ấn Độ.

## Địa lý
Hukeri có vị trí 16°14′B 74°36′Đ / 16,23°B 74,6°Đ Nó có độ cao trung bình là 631 mét (2070 feet).

## Nhân khẩu
Theo điều tra dân số năm 2001 của Ấn Độ, Hukeri có dân số 19.906 người. Phái nam chiếm 51% tổng số dân và phái nữ chiếm 49%. Hukeri có tỷ lệ 63% biết đọc biết viết, cao hơn tỷ lệ trung bình toàn quốc là 59,5%: tỷ lệ cho phái nam là 72%, và tỷ lệ cho phái nữ là 55%. Tại Hukeri, 14% dân số nhỏ hơn 6 tuổi.